# Zhang Boheng
Zhang Boheng (chinesisch 張博恆 / 张博恒, Pinyin Zhāng Bóhéng; * 4. März 2000 in Changsha) ist ein chinesischer Kunstturner. Er nahm an den Olympischen Sommerspielen 2024 teil und gewann je 2 Silbermedaillen mit der chinesischen Mehrkampfmannschaft und im Einzelmehrkampf. Außerdem gewann er eine Bronzemedaille am Reck. Mit seiner Mannschaft ist er im Mehrkampf Weltmeister 2021 und Vize-Weltmeister 2022. Bei den Asienspielen 2022 gewann er drei Goldmedaillen und bei der Sommer-Universiade 2021 zwei Goldmedaillen.

## Karriere
Zhang begann mit dem Turnen, als er vier Jahre alt war, weil seine Eltern an diesem Sport interessiert waren. Bis 2009 trat er der Provinzmannschaft von Hunan bei. Mit 16 Jahren brach er sich das Bein, aber diese Verletzung inspirierte ihn dazu, sein Training im Turnen noch ernster zu nehmen. Im Jahre 2018 begann er mit dem Training in der chinesischen Nationalmannschaft.

### 2018–2020
Zhang gewann eine Silbermedaille mit der Hunan-Mannschaft bei den Chinesischen Meisterschaften 2018. Bei den Chinesischen Meisterschaften 2019 belegte er den siebten Platz im Mehrkampf, den fünften an den Ringen und den vierten am Reck. Später in diesem Jahr gewann er eine Bronzemedaille beim Sprung bei den Chinesischen Einzelmeisterschaften. Er belegte den fünften Platz im Mehrkampf bei den Chinesischen Meisterschaften 2020 und den vierten Platz am Boden und am Barren. Bei den Chinesischen Einzelmeisterschaften 2020 gewann er eine Silbermedaille am Pauschenpferd und eine Bronzemedaille an den Ringen. Er gab dann sein internationales Debüt bei der Friendship and Solidarity Competition 2020 in Tokio und trat als Teil der Mannschaft Friendship an, das gegen die Mannschaft Solidarity verlor.

### 2021
Zhang vertrat Hunan bei den Chinesischen Meisterschaften 2021 in Chengdu, Sichuan, und half der Mannschaft, die Silbermedaille zu gewinnen. Individuell belegte er den zweiten Platz im Mehrkampf hinter Xiao Ruoteng und gewann den nationalen Titel am Boden. Er war einer der 12 Männer, die für den olympischen Trainingskader ausgewählt wurden. Er nahm dann an den Olympic Trials teil und gewann die Goldmedaille im Mehrkampf. Schließlich wurde er Ersatzathlet für die olympische Mannschaft 2020. Seine mangelnde internationale Erfahrung wurde als Grund für seine Nichtberücksichtigung in der Mannschaft genannt.
Zhang nahm 2021 an den Nationalen Spielen Chinas teil und gewann die Silbermedaille im Mehrkampf hinter Xiao Ruoteng sowie eine Bronzemedaille im Bodenturnen. Er wurde dann ausgewählt, bei den Weltmeisterschaften in Kitakyūshū anzutreten. In der Qualifikationsrunde belegte er den zweiten Platz im Mehrkampf hinter dem amtierenden Olympiasieger aus Japan, Hashimoto Daiki. Er qualifizierte sich auch für die Ringeturn- und Barrenfinals. Im Mehrkampffinale gewann er die Goldmedaille vor Hashimoto mit nur 0,017 Punkten Vorsprung. Er war der fünfte chinesische Turner, der den Weltmeistertitel im Mehrkampf der Männer gewann. Anschließend zog er sich aus den Gerätefinals zurück.

### 2022
Zhang gewann seinen ersten nationalen Mehrkampftitel bei den Chinesischen Meisterschaften 2022. Dort gewann er auch Goldmedaillen am Boden und am Reck. Trotz Handgelenk- und Rückenverletzungen trat er zusammen mit Sun Wei, Yang Jiaxing, You Hao, Zou Jingyuan und Ersatzmann Su Weide bei den Turn-Weltmeisterschaften 2022 in Liverpool an. Aufgrund mehrerer Stürze, darunter auch von Zhang, qualifizierten sie sich als Vierte für das Mannschaftsfinale. Sie erholten sich von dieser Leistung und gewannen den Mannschaftstitel mit über 4 Punkten Vorsprung vor Japan. Zhang belegte dann im Mehrkampf den zweiten Platz hinter Hashimoto Daiki, nachdem er aufgrund seiner Verletzungen die Schwierigkeit seiner Übungen reduziert hatte.

### 2023
Zhang verteidigte erfolgreich seinen Mehrkampftitel bei den Chinesischen Meisterschaften 2023 und gewann auch den Titel am Reck. Er wurde ausgewählt, um bei der Sommer-Universiade 2021 in Chengdu zusammen mit Zou Jingyuan, Shi Cong, Su Weide und Lan Xingyu anzutreten. Die Mannschaft gewann die Goldmedaille vor Japan. Im Mehrkampffinale stürzte Zhang vom Reck, gewann aber dennoch die Goldmedaille mit 0,335 Punkten Vorsprung vor Shi. Anschließend trat er bei den Asienspielen 2022 in Hangzhou zusammen mit Lan, Zou, Lin Chaopan und Xiao Ruoteng an, und sie gewannen den Mannschaftstitel vor Japan. Er gewann dann die Goldmedaille im Mehrkampf mit über zwei Punkten Vorsprung vor Japans Kitazono Takeru. In den Gerätefinals gewann er die Goldmedaille am Reck und die Silbermedaille am Boden. Da die Asienspiele 2022 zur gleichen Zeit wie die Weltmeisterschaften 2023 stattfanden, nahm Zhang nicht an den Weltmeisterschaften teil.

### 2024
Zhang zog sich aufgrund einer wiederkehrenden Rückenverletzung aus dem Mehrkampffinale bei den Chinesischen Meisterschaften 2024 zurück. Er trat dennoch im Finale am Pauschenpferd an und gewann die Bronzemedaille. Er wurde ausgewählt, um für China bei den Olympischen Sommerspielen 2024 zusammen mit Liu Yang, Su Weide, Xiao Ruoteng und Zou Jingyuan anzutreten. Die Mannschaft qualifizierte sich als Erstplatzierter für das Mannschaftsmehrkampffinale, und Zhang qualifizierte sich als Erster für die Mehrkampf- und Reckfinals. Im Mannschaftsmehrkampffinale führten jedoch mehrere Stürze dazu, dass die Mannschaft die Silbermedaille hinter Japan gewann. Im Einzelmehrkampffinale fiel er bei der Bodenübung, was ihn die Goldmedaille an Japans Oka Shinnosuke kostete. Er belegte den achten Platz im Bodenfinale, nachdem er bei seinem ersten akrobatischen Durchgang aus dem Bereich sprang. Im Reckfinale fiel er bei seinem Abgang, aber aufgrund der vielen Fehler im Finale erreichte er dennoch den dritten Platz und teilte sich die Bronzemedaille mit Tang Chia-hung.